# Alcidion dominicum
Alcidion dominicum är en skalbaggsart som först beskrevs av Fisher 1926.  Alcidion dominicum ingår i släktet Alcidion och familjen långhorningar. Inga underarter finns listade i Catalogue of Life.